# Venturi 400 GT

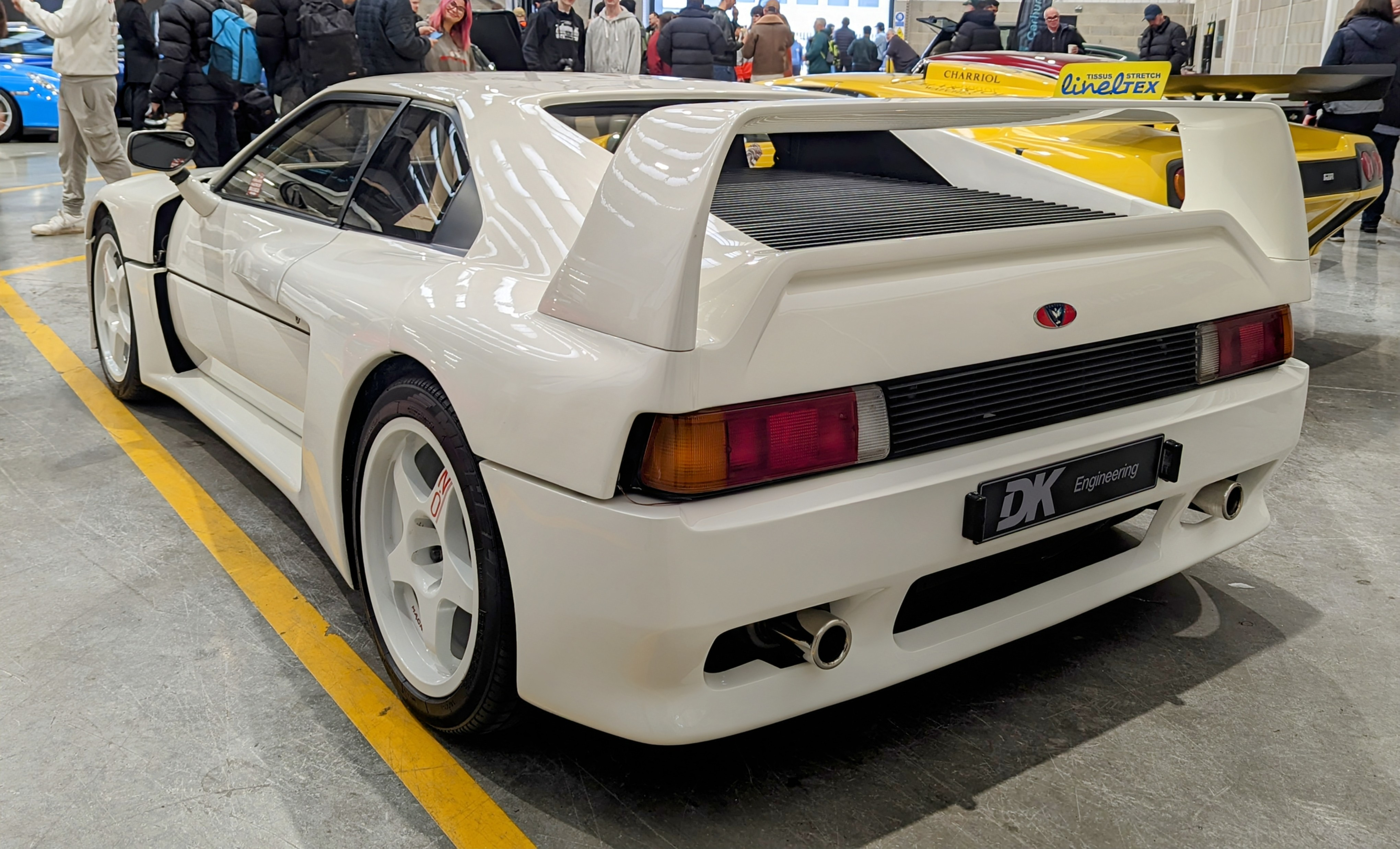
Heckansicht

Der Venturi 400 GT ist ein Pkw-Modell des französischen Fahrzeugherstellers Venturi. Das Coupé wurde von 1994 bis 1999 in einer Kleinserie von weniger als 100 Einheiten produziert. Lediglich ca. 15 Straßenversionen und 73 Exemplare für den Renneinsatz wurden gebaut. Der Listenpreis betrug zur Markteinführung ca. 260.000 DM. Wie der 300 Atlantique wurde auch der 400 GT vom 3,0-Liter-PRV-Motor angetrieben, der aus einer Kooperation von Renault, Peugeot und Volvo hervorging. Dazu wurde die Motorleistung mittels zweier Turbolader auf ca. 408 PS gesteigert.

## Technische Daten
| Venturi 400 GT:              | Daten                                       |
| ---------------------------- | ------------------------------------------- |
| Motor:                       | 6-Zylinder-Turbomotor mit Bi-Turboaufladung |
| Hubraum:                     | 2975 cm³                                    |
| Bohrung × Hub:               | 93 × 70,4 mm                                |
| Leistung:                    | 299 kW (408 PS) bei 5700/min                |
| Max. Drehmoment:             | 520 Nm bei 5700/min                         |
| Getriebe:                    | 5-Gang-Getriebe, Hinterradantrieb           |
| Radstand:                    | 2500 mm                                     |
| Maße L × B × H:              | 4140 × 1990 × 1170 mm                       |
| Leergewicht:                 | 1000 kg                                     |
| Höchstgeschwindigkeit:       | 290 km/h                                    |
| Beschleunigung 0 – 100 km/h: | 4,7 s                                       |

## Sonstiges
Der 400 GT wurde wie der 300 Atlantique und die Rennversion Atlantique 600 LM in der Rennsimulation Gran Turismo 2 von Sony veröffentlicht.